# Comuna de Krzywcza
Krzywcza (polaco: Gmina Krzywcza) é uma gminy (comuna) na Polónia, na voivodia de Subcarpácia e no condado de Przemyski. A sede do condado é a cidade de Krzywcza.
De acordo com os censos de 2004, a comuna tem 4969 habitantes, com uma densidade 52,6 hab/km².

## Área
Estende-se por uma área de 94,47 km², incluindo:
- área agricola: 49%
- área florestal: 43%

## Demografia
Dados de 30 de Junho de 2004:
|                      | Total   | Total | Mulheres | Mulheres | Homens  | Homens |
| -------------------- | ------- | ----- | -------- | -------- | ------- | ------ |
|                      | pessoas | %     | pessoas  | %        | pessoas | %      |
| População            | 4969    | 100   | 2449     | 49,3     | 2520    | 50,7   |
| Densidade (pop./km²) | 52,6    | 100   | 25,9     | 25,9     | 26,7    | 26,7   |

De acordo com dados de 2002, o rendimento médio per capita ascendia a 1343,88 zł.

## Subdivisões
- Babice, - sołtys :
- Bachów, - sołtys :
- Chyrzyna, - sołtys :
- Krzywcza, - sołtys :
- Kupna, - sołtys :
- Reczpol, - sołtys :
- Ruszelczyce, - sołtys :
- Skopów, - sołtys :
- Średnia - sołtys :
- Wola Krzywiecka- sołtys :

Ogółem obszar zamieszkałych przez 5200 mieszkańców 2006.

## Comunas vizinhas
- Bircza, Dubiecko, Krasiczyn, Pruchnik, Przemyśl, Rokietnica, Roźwienica